# Чандлер (Квебек)
Чандлер (фр. Chandler) је град у Канади у покрајини Квебек. Према резултатима пописа 2011. у граду је живело 7.703 становника.

## Становништво
Према резултатима пописа становништва из 2011. у граду је живело 7.703 становника, што је за 2,7% мање у односу на попис из 2006. када је регистровано 7.914 житеља.
| 2006. | 2011. |
| ----- | ----- |
| 7.914 | 7.703 |